# Ómer
Ómer (v BKR  gomer), zvaný také issaron (issárón), je stará izraelská jednotka objemu používaná pro sypké látky. Jeho hodnota je dnes odhadována na 3,6 litrů. 10 ómerů tedy dává éfu.
Ve Starém zákoně je jednotka zmiňována v knize Exodus v 16. kapitole, kde se na ómery počítala mana.